# Kouroussa

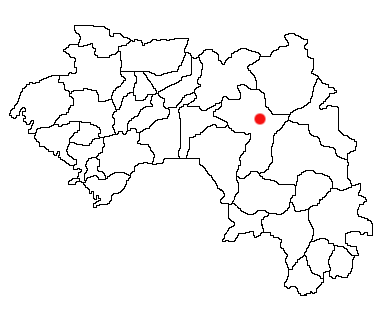
Situació

Kouroussa o Kurussa és una ciutat del nord-est de Guinea, capital de la prefectura de Kouroussa. La seva població el 2014 era de 39.611 persones.
Fou un centre comercial i port fluvial des del temps de l'Imperi de Mali, aprofitant la seva situació cap al límit de la zona navegable del riu Níger ideal per connectar persones i mercaderies entre la costa de Guinea i els estats del Sudan occidental i de la conca del Níger. La zona és de cultura malinke i famosa per la seva tradició de timbals Djembe. La població és en majoria malinke i djalonke.

## Història
Kouroussa estava a l'extrem sud del país mande i al cor de l'Imperi de Mali, del que fou un centre comercial i port fluvial, La població djalonke hi va emigrar quan els fula van conquerir el Futa Djalon entre els segles XIII i XVI. Al finsl de l'Imperi de Mali la confederació Mande i els estats mandes van continuar existint també a l'àrea de Kouroussa. Al segle xvii el faama Da Monzon Diarra de l'imperi Bambara va fer de Kouroussa l'extrem sud del seu domini; al segle xviii l'imamat de Futa Djalon dirigit per l'almamy de Timbo es va expandir cap al sud i oest, mentre l'emergent imperi Kong es feia poderós a l'est i sud. L'estat mande que existia a la zona de Karoussa es deia Hamana en alguns períodes i en altres es deia Koumara, i va restar com a centre comercial i un poder regional menor, situat entre dues forces majors.
El primer explorador europeu que hi va arribar fou René Caillié, el juny de 1827 en el seu camí cap a Djenné i Timbuctu. Caillié descriu la població i diu que tenia un mur de 12 peus d'alt i entre 8 i 12 polzades d'ample; tenia entre 400 i 500 habitants anomenats dhialonkés [dialonké], que eren idolatres; no treballaven però s'ocupaven de cultivar els seus petits camps fertilitzats per les inundacions del riu. La seva posició de centre comercial estratègic va augment en els següents anys, en estar en la ruta que des de la costa anava al riu passant per Kindia, Timbo i Kouroussa.
Les forces franceses van començar a aparèixer a finals dels anys 1880 quan van establir bases a Kayes, Kita, Bafoulabé i després Bamako. L'estat de Futa Djalon era el contrapés a la zona, junt amb l'estat musulmà de Dinguiray; Futa va intentar conquerir els estats mande del nord-oest i els bambara del nord-est. L'altre poder important era l'estat recent sorgit de Wassulu dirigit per Samori Turé, situat al sud i est de Futa Djalon, que disposava d'unes forces militars anomenades els sofes (guerrers) ben armades que van ocupar Kouroussa i els seus veïns i van combatre després contra els francesos (mentre Futa Djalon també assolava periòdicament la zona). El oficial francès Aimé Olivier va intentar convèncer l'imam de Futa Djalon de signar un acord de protectorat i va passar aleshores per Kouroussa a finals dels anys 1880.
Poc després Louis Archinard, el governador del territori de l'Alt Senegal, després de la signatura del tractat de Niako (13 de gener de 1889), va voler buscar l'aliança de Samori Turé, i seguint instruccions del Secretari d'Estats de les Colònies, va ordenar al comandant de Siguiri d'abstenir-se de tota activitat hostil contra l'almamy a la riba dreta del Níger; a més va enviar alguns regals a Samori i el va citar a Siguiri el 28 de març. Archinard estava acantonat a Kita amb les forces que havien conquerit Koundian el 18 de febrer de 1889, i d'allí va sortir cap a Siguiri amb 40 spahis i 40 tiradors arribant a Siguiri el 28 de març. Samori no es va presentar però va enviar un delegat que va oferir un regal en or i va demanar ajuts en homes. No va rebre resposta i no va tardar en contactar amb els britànics de Sierra Leone. Archinard li va escriure i el va acusar de mala fe. Després va atacar Dourgoura, una fortalesa a l'esquerra del Níger que encara restava en mans dels sofes, que fou destruïda. Archinard va construir llavors un petit fort a Kouroussa com a posició militar.
El 1891 els sofes van evacuar la regió entre Kankan i Kouroussa, i la població que havia abandonat els seus poblats va anar retornant progressivament. Archinard va decidir que Kankan constituiria el centre d'un nou cercle que inclouria els llocs de Kouroussa, Siguiri i Niagassola. El capità Besançon en fou nomenat resident o administrador assistit pel sotstinent Mangin, el capità Guittard i els doctors Grall i Quennec. La guarnició la formaven dos companyies de tiradors, dos seccions dels obusos i més tard un canó i una peça de tir ràpid; forces que es consideraven suficients en qualsevol cas. El 20 d'abril el tinent-coronel Archinard va creuar el Níger a Baladougou i, el mateix dia, va arribar a Siguiri on es va aturar per aprovisionar per la hivernada a les guarnicions de Kankan, Kouroussa i Siguiri.
El maig de 1891 Samori havia organitzat les seves forces en tres grups manats per Soriba, Bakary i Morefinodian, i al final de maig va donar l'ordre d'envair l'Oulada i Baleya. Els habitants no van oposar resistència. Morefinodian va saquejar la zona i va fer un bon botí que va entregar a Samori. Soriba va combinar la seva acció amb la dels guerrers de Bilali, i junts van assaltar Toumania on foren rebutjats; i Bakary es va presentar davant Kouroussa on va combatre contra el capità Réjou de la 3ª companyia. Durant la primera quinzena de juny els sofes van operar altre cop a Kouroussa, i els comandants de Siguiri i de Kankan van acordar unir els seus esforços per posar fi als atacs: la tercera companyia els atacaria i els empenyeria cap al sud mentre un columna sortida de Kankan marxaria sobre Bagué i passaria en cas necessari el Níger per tallar la retirada a l'enemic. El 16 de juny el capità Réjou va avançar sobre Banko; pel camí va saber que la població havia estat abandonada i que els sofes eren a Nono, i es va dirigir allí però va arribar tard, doncs els sofes ja havien fugit una part cap a l'altre costat del Níger i la resta cap a Toumania. Réjou va haver de retornar a Kouroussa.
El 1893-1894 el comandant Briquelot va convertir la posició militar de Kouroussa en un fort francès en la principal línia d'operacions franceses en la seva lluita contra Samori. Des de Kouroussa (i altres llocs) el francesos van fer la segona campanya de la Vall del Milo contra Samori el 1893 arribant fins a Sierra Leone. El 1895 s'havia creat una escola de formació de treballadors locals per identificar, recollir i preparar el cautxú silvestre amb fins industrials franceses. Kouroussa va esdevenir un centre regional de les requises de goma cautxú (sovint instituïdes com un impost a la mà d'obra), que va aconseguir el seu punt màxim en la segona dècada del segle xx. Després de l'annexió del Futa Djalon a la meitat dels anys 1890, el 1899 la regió fou transferida a la colònia de Guinea Francesa, dins la qual va restar fins a la independència el 1959. Durant la colònia fou un port fluvial per mercaderies procedents del Sudan Francès quan el ferrocarril Guinea-Níger va arribar al riu a Kouroussa el 1910 (i a l'estació de pluges podia arribar fins a Bamako). També fou un centre de recollida de cautxú i d'exportació d'or recollit en rierols i corrents o en petites mines locals; es va intentar promoure els cultius de cotó i de cacauets amb resultats desiguals. Després fou part de la regió d'Alta Guinea (Capital Kankan) on fou una de les prefectures. El 1988 va passar a formar part de la nova regió de Kankan. La ciutat conserva un monument a René-Auguste Caillié que van erigir els francesos i les autoritats nacionals no han considerat convenient eliminar.
El 2001 fou molt afectada per les inundacions i va esdevenir un centre d'acolliment de milers de desplaçats. El 2005 la població es va manifestar massivament contra el prefecte Charles Andre Haba, acusat de malversar els beneficis de la mineria local. La ciutat se suposa que és un feu del Rassemblement du Peuple de Guinée (RPG), des de 2010 el partit del govern del país.